# Universitat de Califòrnia

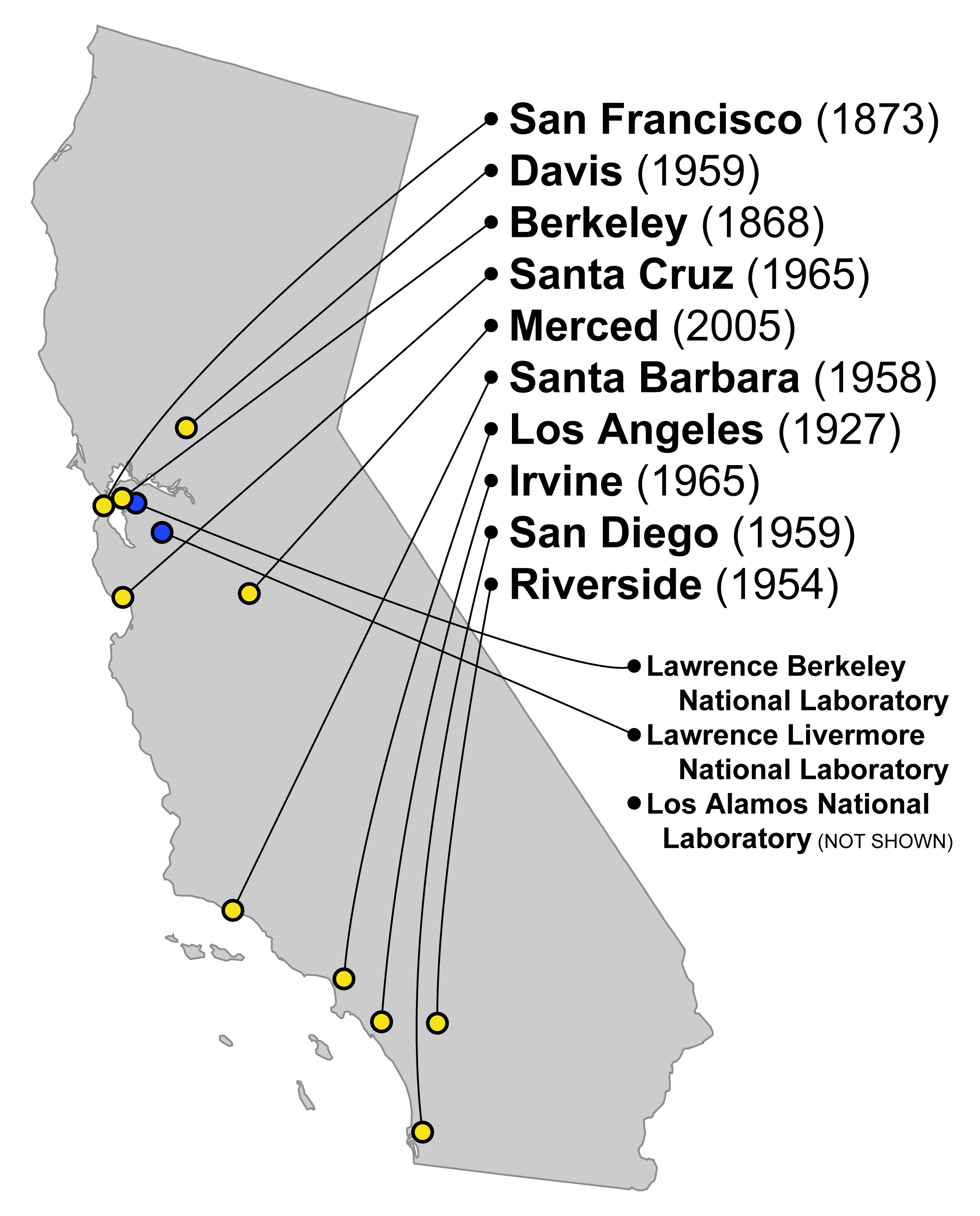
Posició dels deu campus de la Universitat de Califòrnia, i dos dels tres laboratoris nacionals sota control de la UC. El tercer està a Los Alamos (Nou Mèxic).

La Universitat de Califòrnia (University of California, oficialment i en anglès) és la xarxa superior d'Universitats públiques de l'Estat de Califòrnia, als Estats Units. El sistema és la universitat de concessió de terres de l'estat. La Universitat de Califòrnia va ser fundada el 23 de març de 1868, i va operar a Oakland, abans de traslladar-se Berkeley l'any 1873.
En l'actualitat, està composta per 10 campus i tres laboratoris nacionals, així com diversos centres de recerca i centre acadèmics a l'estranger:
1. Universitat de Califòrnia a Berkeley
2. Universitat de Califòrnia a Davis
3. Universitat de Califòrnia a Irvine
4. Universitat de Califòrnia a Los Angeles
5. Universitat de Califòrnia a Merced
6. Universitat de Califòrnia a Riverside
7. Universitat de Califòrnia a San Diego
8. Universitat de Califòrnia a San Francisco
9. Universitat de Califòrnia a Santa Barbara
10. Universitat de Califòrnia a Santa Cruz

Mentre que el sistema representa la xarxa superior d'universitats públiques de l'estat, la funció d'educació en massa s'han deixat en mans del sistema de les "Cal State Universities." Aquestes es concentren més a donar educació pràctica per a ús directe en el treball mentre que la xarxa superior de la Universitat de Califòrnia s'ocupa d'atorgar educació teòrica que prepara als seus alumnes per a feines que requereixen nivells més alts d'educació com ara catedràtics, metges, advocats, i negociants d'alt rang. Entre les dues, només la Universitat de Califòrnia està capacitada per a atorgar doctorats, una cosa que juntament amb els seus millors resultats en rànquings nacionals, li dona més prestigi.

## Laboratoris nacionals
La Universitat de Califòrnia regenta i opera directament dos laboratoris del Departament d'Energia dels Estats Units: 
- Lawrence Berkeley National Laboratory (LBNL) (Berkeley, Califòrnia)
- Lawrence Livermore National Laboratory (LLNL) (Livermore, Califòrnia)

La Universitat és també sòcia d'una companyia privada, Los Alamos National Security LLC, que regenta i opera un tercer laboratori del mateix Departament:
- Los Alamos National Laboratory (LANL) (Los Alamos, Nou Mèxic)

## Llista dels Presidents de la Universitat de Califòrnia (UC)
|    | President UC             | Anys de President                    |
| -- | ------------------------ | ------------------------------------ |
|    | John LeConte             | (1868–1870, en funcions)             |
| 1  | Henry Durant             | (1870–1872)                          |
| 2  | Daniel Coit Gilman       | (1872–1875)                          |
| 3  | W.T. Reid                | (1881–1885)                          |
| 4  | Edward S. Holden         | (1885–1888)                          |
| 5  | Horace Davis             | (1888–1890)                          |
| 6  | Martin Kellogg           | (1890–1893, en funcions) (1893–1899) |
| 7  | Benjamin Ide Wheeler     | (1899–1919)                          |
| 8  | David Prescott Barrows   | (1919–1923)                          |
| 9  | William Wallace Campbell | (1923–1930)                          |
| 10 | Robert Gordon Sproul     | (1930–1958)                          |
| 11 | Clark Kerr               | (1958–1967)                          |
|    | Harry R. Wellman         | (1967, acting)                       |
| 12 | Charles J. Hitch         | (1968–1975)                          |
| 13 | David S. Saxon           | (1975–1983)                          |
| 14 | David P. Gardner         | (1983–1992)                          |
| 15 | Jack W. Peltason         | (1992–1995)                          |
| 16 | Richard C. Atkinson      | (1995–2003)                          |
| 17 | Robert C. Dynes          | (2003–2008)                          |
| 18 | Mark Yudof               | (2008-2013)                          |
| 19 | Janet Napolitano         | (2013-2020)                          |
| 20 | Michael V. Drake         | (2020-actualitat)                    |